# Список дипломатичних місій в Австрії

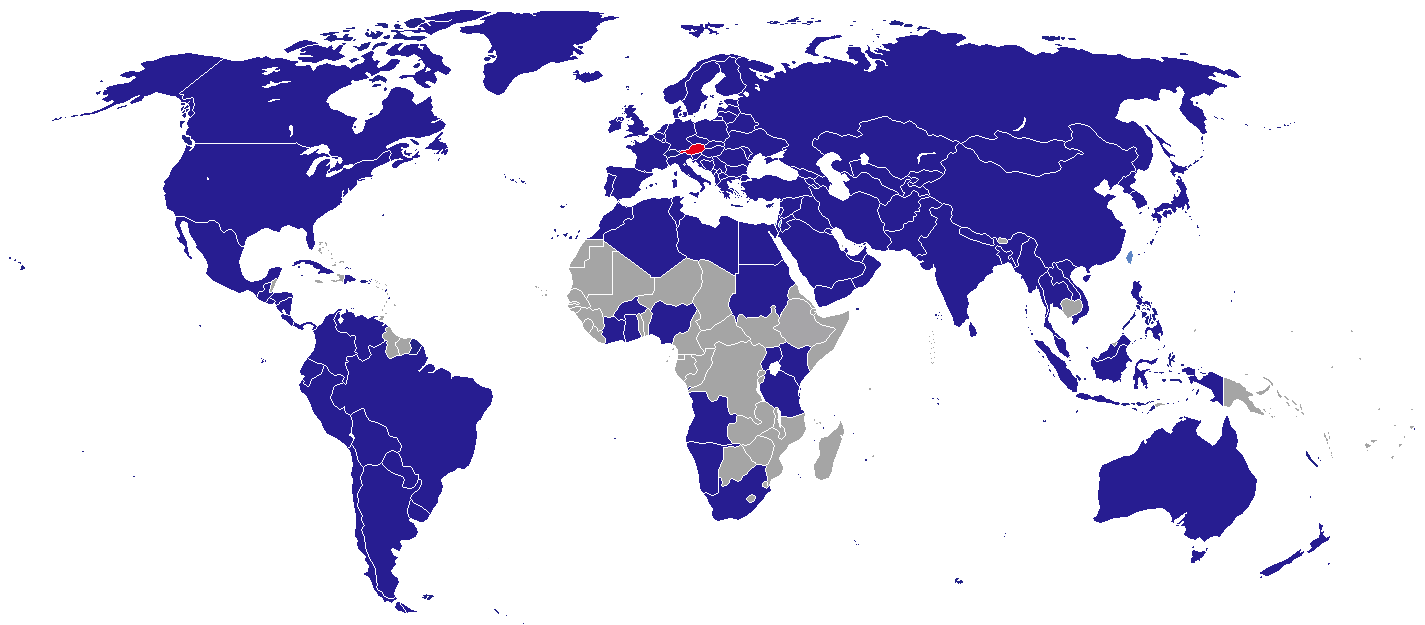
Дипломатичні місії в Австрії

На цій сторінці перелічено дипломатичні місії, відкриті в Австрії. В даний час у столиці Відень знаходяться 118 посольств. Посли ряду країн, акредитовані в Австрії, мають резиденцію в Берліні. 

## Посольства

### Європа
- Азербайджан
- Албанія
- Андорра
- Бельгія
- Білорусь
- Болгарія
- Боснія і Герцеговина
- Ватикан
- Велика Британія
- Вірменія
- Греція
- Грузія
- Данія
- Естонія
- Ірландія
- Ісландія
- Іспанія
- Італія
- Кіпр
- Косово
- Латвія
- Литва
- Ліхтенштейн
- Люксембург
- Мальта
- Мальтійський орден
- Молдова
- Нідерланди
- Німеччина
- Норвегія
- Польща
- Португалія
- Північна Македонія
- Росія
- Румунія
- Сербія
- Словаччина
- Словенія
- Туреччина
- Угорщина
- Україна (Посольство України в Австрії)
- Фінляндія
- Франція
- Хорватія
- Чехія
- Чорногорія
- Швейцарія
- Швеція

### Азія та Австралія
- Австралія
- Афганістан
- В'єтнам
- Ємен
- Ізраїль
- Індія
- Індонезія
- Ірак
- Іран
- Йорданія
- Казахстан
- Катар
- Киргизстан
- КНР
- Кувейт
- Лаос
- Ліван
- Малайзія
- Монголія
- ОАЕ
- Оман
- Пакистан
- Південна Корея
- Північна Корея
- Саудівська Аравія
- Сирія
- Таджикистан
- Таїланд
- Туркменістан
- Узбекистан
- Філіппіни
- Шрі-Ланка
- Японія

### Північна Америка
- Беліз
- Гватемала
- Домініканська Республіка
- Канада
- Коста-Рика
- Куба
- Мексика
- Нікарагуа
- Панама
- Сальвадор
- США

### Південна Америка
- Аргентина
- Болівія
- Бразилія
- Венесуела
- Еквадор
- Колумбія
- Парагвай
- Перу
- Уругвай
- Чилі

### Африка
- Алжир
- Ангола
- Буркіна-Фасо
- Ефіопія
- Єгипет
- Зімбабве
- Кабо-Верде
- Кенія
- Кот-д'Івуар
- Лівія
- Марокко
- Намібія
- Нігерія
- ПАР
- Судан
- Туніс

## Представництва/місії
- Республіка Китай (TECO)
- Палестина (Генеральне представництво Палестини)

## Генеральні консульства

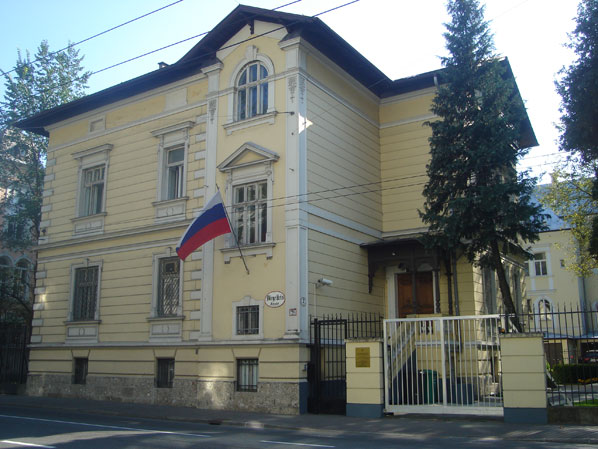
Генеральне консульство Росії в місті Зальцбург.

Зальцбург
- Росія
- Сербія
- Туреччина

Брегенц
- Туреччина

Інсбрук
- Італія

Клагенфурт-ам-Вертерзе
- Словенія

## Акредитовані посольства

### Берлін
- Бангладеш
- Бруней
- Бурунді
- Габон
- Гвінея
- Гондурас
- Еритрея
- Камерун
- Лесото
- Маврикій
- Мавританія
- Мадагаскар
- Малаві
- Малі
- Мозамбік
- Монако
- М'янма
- Непал
- Нова Зеландія
- Республіка Конго
- Руанда
- Сенегал
- Танзанія
- Того
- Уганда

### Женева
- Багамські Острови
- Бенін
- Ботсвана
- Бутан
- Гаїті
- Замбія
- Катар
- Тринідад і Тобаго
- Ямайка

### Брюссель
- Барбадос
- Гаяна
- Гвінея-Бісау
- Гренада
- Камбоджа
- Нігер
- Есватіні

### Інші міста
- Гана (Берн)
- Ліберія (Бонн)
- Сьєрра-Леоне (Бонн)
- Гамбія (Лондон)
- Сент-Вінсент і Гренадини (Лондон)
- Сінгапур (Сінгапур)